# Phaedrotoma suturalis
Phaedrotoma suturalis är en stekelart som först beskrevs av Charles Joseph Gahan 1913.  Phaedrotoma suturalis ingår i släktet Phaedrotoma och familjen bracksteklar. Inga underarter finns listade i Catalogue of Life.